# 中国共産党チベット自治区委員会
中国共産党チベット自治区委員会（ちゅうごくきょうさんとせいぞうじちくいいんかい）は中国共産党に所在するチベット自治区を運営する組織である。
中国共産党チベット自治区委員は中国共産党チベット自治区大会という選挙によって選出される。大会が開催されていない期間は、中国共産党中央委員会の指示をチベット自治区で実行し、チベット自治区の行動を指導し、中国共産党中央委員会に定期的に報告する。

## 沿革
中国共産党チベット自治区委員会は1950年1月に設置された中国共産党西蔵工作委員会が前身である。1965年9月1日、中国共産党中央委員会の承認を得て、中国共産党西蔵工作委員会は中国共産党チベット自治区委員会に改称された。張国華は初代の書記。

## 職責
『中国共産党地方委員会工作条例』によると、中国共産党地方委員会は主に政治、思想と組織指導を実行し、以下の職能を担う：
1. 地域の主要な問題についての意思決定を行う。
2. 法的手続きを通じて、党組織の主張を地方の規制、地方政府の規則又はその他の政令にする。
3. 地域の思想文化宣伝工作に対する指導を強化し、イデオロギー工作の指導権、発言権をしっかりと掌握する。
4. 幹部管理権限に従い幹部を任免し、管理し、地方国家機関、政協組織、人民団体、国有企業事業単位等に重要幹部を推薦する。
5. 人民代表大会、政府、政治協商会議、裁判所、検察院、人民団体などが法により規約に基づき独立して責任を負い、協調一致して業務を展開することを支持・保証し、これらの組織における党グループの指導の核心的役割を発揮する。
6. 地域の群団活動と統一戦線活動に対する指導を強化する。
7. 所属する党組織と広範な党員を動員、組織し、大衆を団結させて党の目標任務を実現する。

## 構成機関
『チベット自治区機構改革方案』によると、中国共産党チベット自治区委員会には15の工作機関が設置され、工作機関が管理する機関（副庁級）が1つある。中国共産党チベット自治区委員会は以下の機構を設置している：
- 中国共産党チベット自治区委員会弁公庁

### スキル部門
- 中国共産党チベット自治区委員会組織部
- 中国共産党チベット自治区委員会宣伝部
- 中国共産党チベット自治区委員会統一戦線工作部
- 中国共産党チベット自治区委員会政法委員会

### 仕事部門
- 中国共産党チベット自治区委員会組織部政策研究室
- 中国共産党チベット自治区委員会組織部国家安全委員会弁公室
- 中国共産党チベット自治区委員会網絡安全・情報化委員会弁公室
- 中国共産党チベット自治区委員会財経委員会弁公室
- 中国共産党チベット自治区委員会機構編成委員会弁公室
- 中国共産党チベット自治区委員会軍民融合発展委員会弁公室
- 中国共産党チベット自治区委員会台港澳工作弁公室
- 中国共産党チベット自治区委員会巡回指導者小組弁公室
- 中国共産党チベット自治区委員会老幹部局

### 派遣機関
- 中国共産党チベット自治区委員会直属機関工作委員会

### 直属事業単位
- 中国共産党チベット自治区委員会党校
- チベット社会主義学院
- 『チベット日報（中国語版）』社
- 中国共産党チベット自治区委員会党史研究院
- チベット自治区公文書館

……

### 作業組織が管理する機関
- 中国共産党チベット自治区委員会機密局（中国共産党チベット自治区委員会弁公庁が管理する）

## 歴代の書記
| 肖像 | 氏名   | 就任           | 退任           | 注          |
| ---- | ------ | -------------- | -------------- | ----------- |
|      | 張国華 | 1950年1月24日  | 1951年6月      | [ 3 ] [ 4 ] |
|      | 范明   | 1951年6月      | 1951年12月     | [ 3 ] [ 4 ] |
|      | 張経武 | 1952年3月      | 1965年9月      | [ 3 ] [ 4 ] |
|      | 張国華 | 1965年9月      | 1967年2月      | [ 3 ] [ 4 ] |
|      | 任栄   | 1971年8月      | 1980年3月      | [ 3 ] [ 4 ] |
|      | 陰法唐 | 1980年3月      | 1985年6月      | [ 5 ] [ 4 ] |
|      | 伍精華 | 1985年6月      | 1988年12月1日  | [ 5 ] [ 4 ] |
|      | 胡錦濤 | 1988年12月1日  | 1992年12月1日  | [ 5 ] [ 4 ] |
|      | 陳奎元 | 1992年12月1日  | 2000年10月16日 | [ 5 ]       |
|      | 郭金龍 | 2000年10月16日 | 2004年12月16日 | [ 5 ]       |
|      | 楊伝堂 | 2004年12月16日 | 2006年5月29日  | [ 6 ] [ 5 ] |
|      | 張慶黎 | 2006年5月29日  | 2011年8月25日  | [ 5 ]       |
|      | 陳全国 | 2011年8月25日  | 2016年8月28日  | [ 7 ]       |
|      | 呉英傑 | 2016年8月28日  | 2021年10月18日 | [ 5 ]       |
|      | 王君正 | 2021年10月18日 | 現在           | [ 8 ]       |

## 歴代の構成員
第七期自治区党委（2006年10月23日-2011年11月）
- 書記：張慶黎（－2011年8月）、陳全国（2011年8月-）
- 副書記：列確（蔵族）（-2010年1月）、向巴平措（蔵族）、胡春華（-2006年12月）、郝鵬。
- 常務委員：董貴山、巴桑頓珠（蔵族）、呉英傑、王賓宜、崔玉英（女、蔵族）、洛桑江村（蔵族）、白瑪赤林（蔵族）、金書波、尹徳明、公保紮西（蔵族）.

第八期自治区党委（2011年11月-2016年11月）
- 書記：陳全国（-2016年8月）、呉英傑（2016年8月-2021年10月）
- 副書記：向巴平措（蔵族）、白瑪赤林（蔵族）、郝鵬（-2013年3月）、呉英傑（2013年4月任常務副書記-2016年8月）、洛桑江村（蔵族）（2012年12月-）、鄧小剛（2013年4月-）
- 常務委員：陳全国（-2016年8月）、向巴平措（蔵族）、白瑪赤林（蔵族）、郝鵬、呉英傑、楊金山（-2013年7月）、崔玉英（女、蔵族）（-2011年12月）、洛桑江村（蔵族）、金書波（-2013年12月）、尹徳明（-2012年2月）、公保紮西（蔵族）、秦宜智（-2013年3月）、斉紮拉（蔵族）、鄧小剛、羅布頓珠（蔵族）、董雲虎（2011年12月-2015年8月）、梁田庚（2012年3月-2014年12月）、刁国新（2012年12月-2016年8月）、多托（蔵族）（2013年6月-）、王瑞連（2013年6月-）、丁業現（2013年6月-）、王擁軍（2014年1月-）、曽万明（2014年12月-）、姜傑（2016年1月-）、旦科（蔵族）（2016年10月-）

第九期自治区党委（2016年11月-2021年11月）
- 書記：呉英傑（2016年8月-2021年10月）、王君正（2021年10月-）
- 副書記：洛桑江村（蔵族）、斉紮拉（蔵族）（-2021年10月）、鄧小剛（常務副書記：2016年11月-2017年3月）、丁業現（常務副書記：2017年6月-2021年1月）、荘厳（2017年6月-；常務副書記：2021年2月-）、厳金海（蔵族）（2020年7月-）、陳永奇（2021年10月-）
- 常務委員：呉英傑（-2021年10月）、洛桑江村（蔵族）、斉紮拉（蔵族）、鄧小剛（-2017年3月）、丁業現（-2021年1月）、羅布頓珠（蔵族）（-2021年1月）、旦科（蔵族）、王瑞連（-2017年2月）、王擁軍（-2019年6月）、曾万明（-2018年11月）、姜傑、辺巴紮西（蔵族）（-2020年7月）、何文浩（-2021年10月）、白瑪旺堆（蔵族）、房霊敏（2017年5月-2017年9月）、荘厳（2017年6月-）、許勇（2018年1月-2019年12月）、劉江（2018年6月-）、陳永奇（2019年1月-）、王衛東（2019年6月-）、張学傑（2020年1月-）、厳金海（蔵族）（2020年7月-）、汪海洲（2021年2月-）、王君正（2021年10月-）、嘎瑪沢登（蔵族）（2021年10月-）、肖友才（蔵族）（2021年10月-）、賴蛟（2021年11月-）

第十期自治区党委（2021年11月至今）
- 書記：王君正
- 副書記：洛桑江村（蔵族）（-2023年10月）、厳金海（蔵族）、荘厳（常務副書記：2021年11月－2023年8月）、陳永奇（－2024年12月）、劉江（2023年10月－）、嘎瑪沢登（蔵族）（2024年10月－）
- 常務委員：王君正、洛桑江村（蔵族）（-2023年10月）、厳金海（蔵族）、荘厳（－2023年8月）、陳永奇（－2024年12月）、張学傑（－2021年12月）、劉江、王衛東、汪海洲、賴蛟、任維、普布頓珠（蔵族）（-2023年10月）、嘎瑪沢登（蔵族）、肖友才（蔵族）、達娃次仁（蔵族）、尹紅星（2023年3月－）、龔会才（2024年7月－）、姜文鵬（2024年10月－）